# Koliva
Koliva, també escrita kollyva, kollyba o colivă,  és un plat a base de blat bullit que es serveix litúrgicament a l'Església Ortodoxa Oriental per commemorar els difunts.
A l'Església Ortodoxa Oriental, la koliva és beneïda durant els funerals, així com durant el servei commemoratiu (mnemosyno) que es realitza a diversos intervals després de la mort d'una persona i en ocasions especials, com el dissabte de les Ànimes (ψυχοσάββατο). També es pot servir el primer divendres de la quaresma, a Slava, o a mnemosyna en el menjar de Nadal. En alguns països, encara que no a Grècia, també es consumeix a vegades en ocasions no religioses.
Un aliment similar és molt popular al Líban, on es coneix com a snuniye i, més comunament, com berbara, ja que es prepara per a la festa de Santa Bàrbara, el 4 de desembre, que se celebra amb festes semblants a Halloween.

## Etimologia
Kollyba, una paraula que en grec és la forma plural de kollybo (κόλλυβο), deriva del mot grec clàssic κόλλυβος, és a dir, una moneda petita o un pes d'or petit. Al període hel·lenístic, la forma neutra del plural d'aquesta última paraula, és a dir, κόλλυβα, kollyba, agafava el significat de pastissos de blat bullit. El sentit del menjar ritual és d'un període posterior.

## Recepta

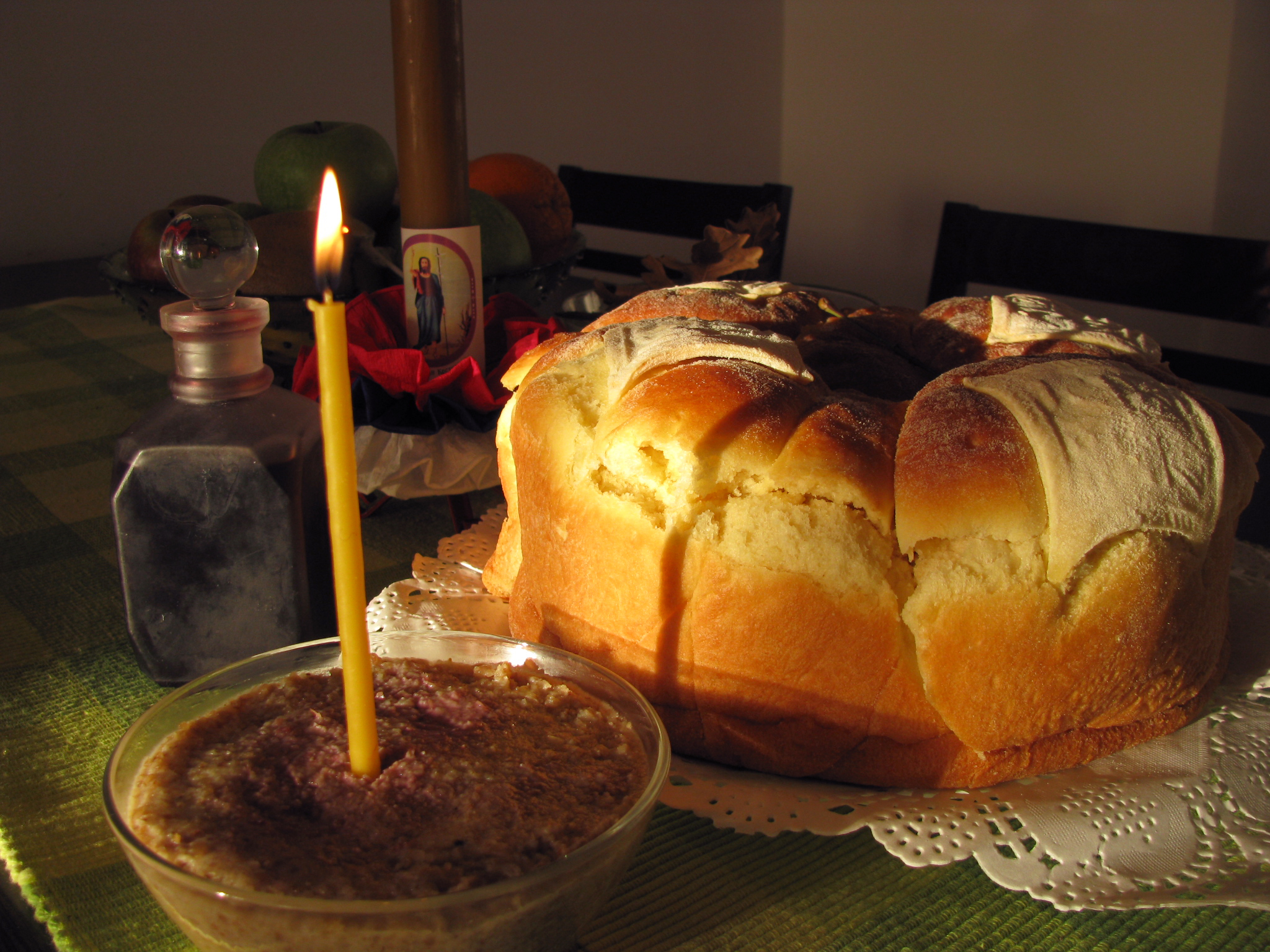
Un bol de koliva, amb espelma encesa, com a part d'una festa de la família sèrbia (slava) en honor del seu patró.

Tot i que les receptes poden variar molt, l'ingredient principal són els grans de blat que s'han bullit fins que estiguin tous, s'escorren molt bé i s'estenen sobre un drap perquè estiguin humits i s'endolcin amb mel o sucre. Koliva també conté alguns o tots els següents: blat, llavors de sèsam, ametlles, nous mòltes, canyella, sucre, llavors de magrana, panses, anís i julivert. Els romanesos decoren la koliva amb creus de cacau, xocolata o dolços. Pel que fa al Panteó Grec, el blat simbolitzava la deessa de la terra Demèter, mentre que les magranes representaven la seva filla, Persèfona, la reina dels inferns. Les ametlles eren sagrades per a Afrodita i les panses per a Dionís. Es considerava que les llavors de sèsam obrien les portes de la consciència.
La pràctica d'oferir koliva és tradicional a Grècia, Xipre, Bulgària, Romania, Moldàvia, Rússia i els països balcànics i entre els cristians de l'Orient Mitjà. Quan se serveix, la barreja koliva, que sembla terra, té forma de túmul per semblar una tomba. Després es cobreix el conjunt amb sucre en pols i les inicials del difunt es perfilen a la part superior. Una espelma, generalment col·locada al centre de la koliva, s'encén al començament del servei commemoratiu i s'apaga al final. Després de la litúrgia, els assistents participen en menjar la koliva mentre parlen del difunt i diuen: "Que Déu el perdoni".
Algunes parròquies ortodoxes tenen un individu designat encarregat de fer la koliva. Això es deu en part al risc per a la salut del blat fermentat si la koliva no es prepara correctament.
De vegades la koliva es fa amb arròs o ordi en lloc de blat. Aquest costum va començar com una resposta pràctica a una fam que es va produir a la Rússia soviètica, quan els fidels no tenien blat disponible per a la koliva, per la qual cosa van utilitzar arròs. Algunes comunitats continuen utilitzant arròs per a la seva koliva fins avui. A l'església ortodoxa japonesa on es menja principalment arròs, la koliva es fa habitualment a partir d'arròs endolcit amb sucre i decorat amb panses, sense referència a la fam.

## Història
Els orígens de la koliva són anteriors al cristianisme. La mateixa paraula koliva prové de la paraula grega antiga κόλλυβoς (kollybos), que originalment significava "una petita moneda" i més tard en la forma neutra del plural "petits pastissos fets de blat bullit". A la panspermia grega antiga, s'oferia una barreja de llavors cuites i fruits secs durant la festa pagana de l'Antestèria. Per aquest motiu, a Grècia la koliva també s'anomena esperma, és a dir, llavors.
Al segle V dC la koliva en el sentit de blat bullit, constituïa juntament amb les verdures crues la dieta dels monjos que es negaven a menjar pa. El canonista del segle XII Teodor Balsamó va sostenir que la koliva com a pràctica alimentària ritual va ser originat per Atanasi d'Alexandria durant el regnat de l'emperador Julià l'Apòstata.
L'associació entre la mort i la vida, entre el que es planta a terra i el que emergeix, està profundament integrat en la fabricació i el menjar de koliva. El menjar ritual va passar del paganisme al primer cristianisme a l'Imperi Romà d'Orient i es va estendre a tot el món ortodox.

## Interpretació cristiana

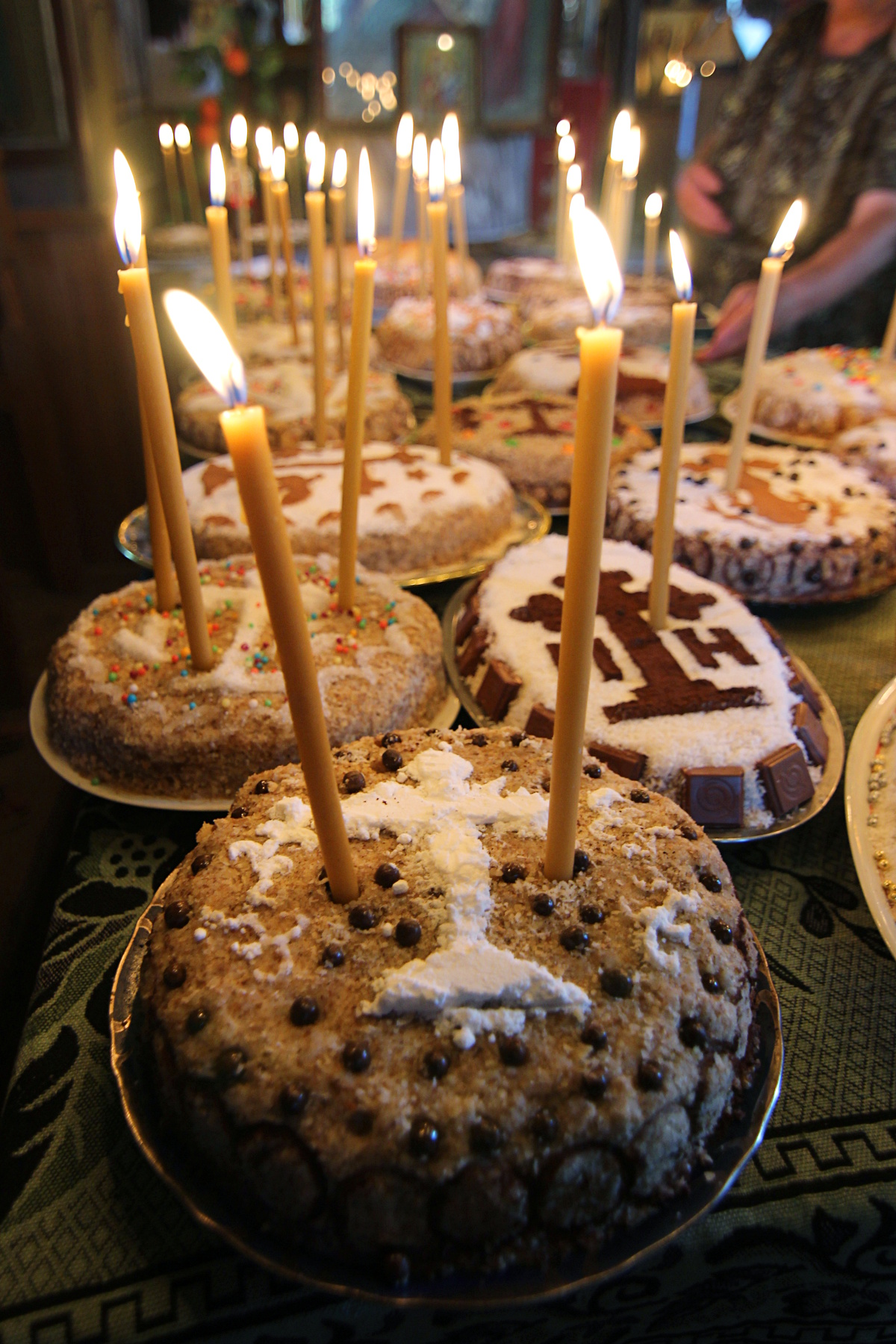
Colivă romanesa utilitzada en una cerimònia religiosa en una església ortodoxa cristiana

Els cristians ortodoxos consideren que la koliva és el símbol de la mort i la resurrecció, segons les paraules de l'Evangeli:
De veritat, de veritat, us dic: tret que un gra de blat caigui a terra i mori, roman sol; però si mor, dona molt de fruit. ( Joan:12:24)
El blat que es planta a la terra i ressuscita en una nova vida és un símbol d'aquells difunts estimats que han mort amb l'esperança de la resurrecció, d'acord amb les paraules de sant Pau:
També ho és la resurrecció dels morts. Es sembra en corrupció, es cria en incorrupció. Es sembra deshonrat, es ressuscita en glòria. Es sembra en debilitat, es planteja en el poder. Es sembra un cos natural, es cria un cos espiritual... (Corintis%2C15:42-44&l=ca  1 Corintis:15:42-44)
Aquest simbolisme té la seva màxima expressió en els Sants, l'estat beneït del qual s'ha manifestat al món. Per aquest motiu, la koliva no només és beneït en commemoracions per als difunts, sinó també en commemoració dels sants.

## Ocasions d'ús

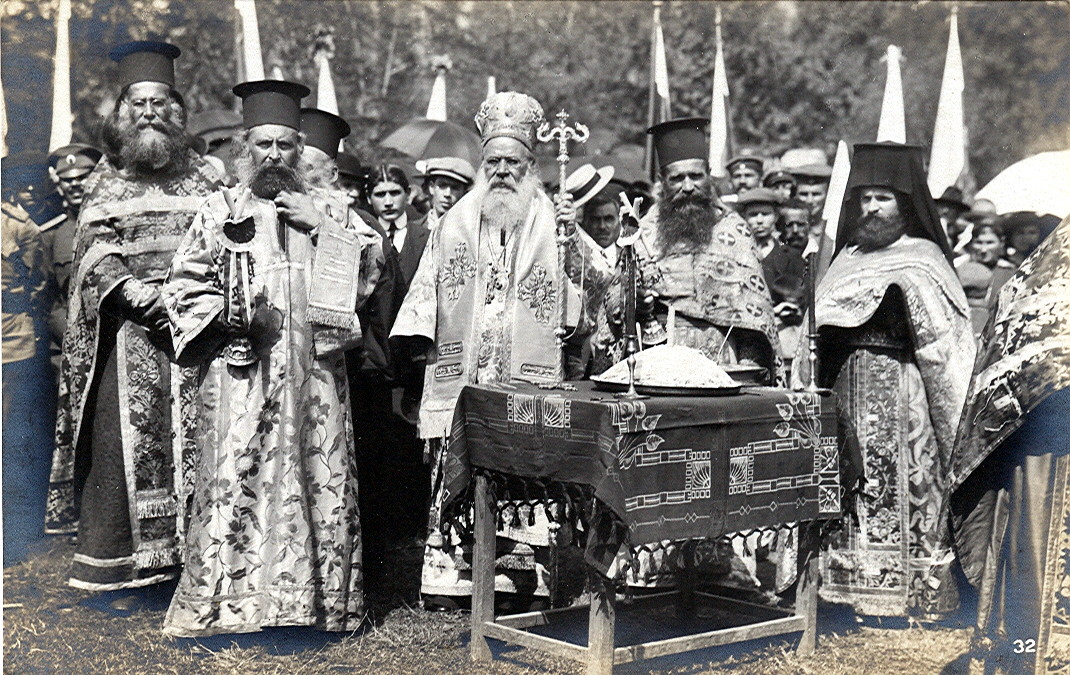
Postal, sense data (ca.1916), que mostra un servei ortodox amb la benedicció de koliva.

La koliva es serveix en diverses ocasions:

### Dissabte de Sant Teodor
La tradició de beneir i menjar koliva al final de la primera setmana de la Gran Quaresma està relacionada amb un esdeveniment del regnat de Julià Apòstata. La tradició afirma que l'Emperador sabia que els cristians tindrien gana després de la primera setmana de dejuni estricte i que anirien dissabte als mercats de Constantinoble a comprar menjar. Així doncs, va ordenar que s'escampés sang de sacrificis pagans sobre tot el menjar que s'hi venia. Això feia que els aliments no fossin adequats com a menjar quaresmal (ja que els cristians no podien menjar productes carnis durant la Quaresma) i, en general, com a menjar per als cristians, als quals se'ls prohibeix menjar a partir d'aquests sacrificis. No obstant això, sant Teodor d'Amasia va aparèixer en el somni a l'arquebisbe Eudoxius i li va aconsellar que la gent no mengés menjar comprat al mercat aquell dia, sinó només blat bullit barrejat amb mel. Com a resultat, aquest primer dissabte de Gran Quaresma s'ha conegut com a dissabte Teodor.

### Serveis commemoratius
Durant els serveis de rèquiem (en grec: mnemósynon, en eslau: Panikhida, en romanès: parastas), la família o els amics dels difunts sovint preparen una koliva que es col·loca davant de la taula commemorativa i es canta el servei.
Els actes commemoratius se celebren el tercer, el novè i el dia que fa quaranta dies després del repòs d'un cristià ortodox, així com en l'aniversari d'un any. A més, hi ha diversos dissabtes d'ànima durant l'any de l'església (sobretot durant la Gran Quaresma), així com Radonitsa (el segon dimarts després de la Pasqua), en cadascun dels quals es fan commemoracions generals per a tots els difunts.

### Exèquies
Durant els serveis funeraris grecs, romanesos, búlgars, serbis i russos s'ofereix a tots els assistents al funeral.

### Commemoració de sants
També s'acostuma a la pràctica eslava a la festa del patró d'una església o d'una família o a la festa dels sants d'especial importància per oferir koliva. En lloc de servir un servei commemoratiu, la koliva es posa davant d'una icona del sant i se li serveix un Moleben.